# Burg Stargard
Pour la ville de Pologne en Poméranie occidentale, voir Stargard Szczeciński.
Burg Stargard (Stargard jusqu'en 1929) est une petite ville allemande, située dans l'arrondissement du Plateau des lacs mecklembourgeois en Mecklembourg-Poméranie-Occidentale. Elle est le siège administratif de l'Amt Stargarder Land.

## Géographie
La ville historique se trouve à 8 km au sud de Neubrandenbourg, dans la vallée de la Linde, un affluent de la Tollense. À l'ouest, le territoire communal est bordé par le lac de Tollense.
La gare de Burg Stargard se trouve le long de la ligne de Berlin à Stralsund. La Bundesstraße 96 de Berlin à Neubrandenbourg traverse le territoire communal à l'ouest.

### Subdivisions
| - Bargensdorf - Cammin - Godenswege - Gramelow - Kreuzbruchhof - Lindenhof | - Loitz - Quastenberg - Riepke - Sabel - Teschendorf |

## Histoire

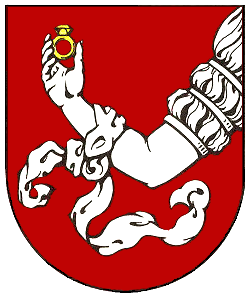
Les armes des seigneurs de Stargard.

Dans un document datant de 1170, la place forte ou château fut appelée Stargart; de la langue polabe, stary et gard signifiant « vieux » et « château », comme pour la ville de Stargard dans la Poméranie ultérieure. Le lieu fut prétendument offert à l'évêché de Havelberg lors de la fondation de l'ancienne abbaye de Broda tout proche par le duc Casimir Ier de Poméranie. Il est cependant probable qu'il s'agit d'une falsification ; en fait, cette charte remonte à l'année 1244.
La seigneurie de Stargard, issue d'une châtellenie slave, appartenait depuis le XIIe siècle aux domaines des ducs de Poméranie. Le 20 juin 1236, le duc Warcisław III signa un traité à Kremmen par lequel les pays de Stargard, de Beseritz et de Mecklembourg échoient aux puissants margraves Jean Ier et Othon III de Brandebourg. Sous le règne de la maison d'Ascanie, le château fut reconstruit et, en 1259, le lieu a reçu les droits de ville. 
Le 12 août 1292, Béatrice, fille du margrave Albert III, allait épouser le prince Henri II de Mecklembourg. Elle porta en dote la seigneurie de Stargard que son père, sans héritier mâle, vendait à son gendre. Henri II n'a cependant pas payé le prix d'achat et à la mort d'Albert en 1300, un conflit pour son patrimoine s'engagea avec les margraves Othon IV et Hermann Ier de Brandebourg. Après plusieurs années des hostilités armées, Henri a assuré la succession de Stargard pour la maison de Mecklembourg par un accord de paix conclu avec le margrave Valdemar le 25 novembre 1317 à Templin. 
Vers l'an 1348, l'empereur Charles IV accorda aux princes de Mecklembourg le titre de duc (Herzog) et l'immédiateté impériale. À partir de 1352 jusqu'en 1471, la ville a été la résidence de la branche collatérale de Mecklembourg-Stargard, les descendants du duc Jean Ier. En 1520, le domaine échut au duc Albert VII de Mecklembourg-Güstrow. Pendant la guerre de Trente Ans, au siège de Neubrandenbourg en 1631, le château de Stargard a été temporairement le quartier général de Jean t'Serclaes de Tilly, ensuite le bâtiment perdit de son importance et tomba en désuétude. À partir de 1701, l'ancienne seigneurie de Stargard constituait le cœur du duché de Mecklembourg-Strelitz.

## Jumelages
- Marne (Allemagne) depuis septembre 1990
- Tychowo (Pologne) depuis 2006